# Нечаєв Сергій Геннадійович
Нечаєв Сергій Геннадійович (20 вересня [2 жовтня] 1847, Іваново — 21 листопада [3 грудня] 1882, Санкт-Петербург) — російський нігіліст і революціонер XIX століття. Один з перших представників російського революційного тероризму, лідер «Народної Розправи». Автор радикального «Катехізису революціонера». Засуджений за вбивство студента Іванова.
Помер в ув'язненні 21 листопада 1882 року.